# Bejaria resinosa
Bejaria resinosa là một loài thực vật có hoa trong họ Thạch nam. Loài này được Mutis ex L.f. mô tả khoa học đầu tiên năm 1782.